# ジャピーノ
ジャピーノは、フィリピン人と日本人との間の混血児。主にフィリピン人女性と日本人男性との間に生まれた子供をさす。フィリピンに約10万人いるとも言われている。

## 社会問題
日本人男性がフィリピン女性を妊娠させ出産となっても、日本へ帰国をしたり、認知や支援をしない場合がある。同様にフィリピンには日本以外の外国人との混血児もいる。社会福祉団体は混血児を体系的に支援し、母親への職業訓練などの対策をしている。
フィリピン人女性と日本人男性との主な出会いの場は日本国内にあるフィリピンパブが多い他、フィリピン国内での出会いも考えられる。また「嫁不足」に悩む過疎地の農漁村に国際結婚で来日し、離婚する例もある。日本人男性がフィリピン人女性とその間にできた子供から蒸発するケースが場合あり、そのため子供は日本まで来て、父親を探す事がある。
2009年8月2日放送、フジテレビの情報番組「サキヨミLIVE」で特集された。
2010年10月16日放送、TBSの報道番組「報道特集」で特集された。

## 文献
- 軍司貞則 『ジャピーノ―忘れられた日比混血児』 講談社文庫 文庫 1996.6